# Simon Stålenhag
Simon Stålenhag (20 gennaio 1984) è un artista, musicista e designer svedese specializzato in immagini digitali retro-futuristiche incentrate su nostalgici ambienti di storia alternativa della campagna svedese.
Le ambientazioni delle sue opere d'arte hanno costituito, tra le altre cose, la base di una serie drammatica televisiva prodotta da Amazon Studios chiamata Loop (Tales from the Loop) del 2020.

## Biografia
Stålenhag è cresciuto in un ambiente rurale vicino a Stoccolma, realizzando illustrazioni del paesaggio locale ispirate ad artisti come Lars Jonsson. Ha tentato opere d'arte di fantascienza solo dopo aver scoperto concept artist come Ralph McQuarrie e Syd Mead; inizialmente questo corpus di lavoro veniva svolto come un progetto collaterale, senza alcuna pianificazione. Tematicamente, il suo lavoro combina spesso la sua infanzia con temi tratti da film di fantascienza, dando vita a un paesaggio svedese stereotipato con una tendenza neofuturistica. Secondo Stålenhag, questo focus nasce dalla sua percepita mancanza di connessione con l'età adulta, con gli elementi di fantascienza aggiunti in parte per attirare l'attenzione del pubblico e in parte per influenzare l'umore del lavoro. Queste idee si traducono in un corpus di lavori che possono presentare robot giganti e megastrutture accanto a normali articoli svedesi come le automobili Volvo e Saab.
Man mano che il suo lavoro si è evoluto, Stålenhag ha creato un retroscena per esso, incentrato su una struttura sotterranea governativa. Parallelamente al declino nella vita reale dello stato sociale svedese, le macchine di grandi dimensioni falliscono lentamente e il risultato finale di questo rimane un mistero. Secondo un'intervista del 2013 con The Verge: "L'unica differenza nel mondo della mia arte e del nostro mondo è che ... fin dall'inizio del XX secolo, gli atteggiamenti e i budget sono stati molto più a favore della scienza e della tecnologia."
Al di fuori del suo solito canone, Stålenhag ha anche disegnato 28 dinosauri per le mostre preistoriche del Museo svedese di storia naturale, dopo aver riscoperto il suo interesse infantile per le creature e contattato il museo per vedere se poteva fare qualcosa. Nel 2016, ha seguito questo con immagini di risultati ipotetici di un oceano in aumento sotto i cambiamenti climatici per il Centro di resilienza dell'Università di Stoccolma. Ha anche realizzato alcuni lavori promozionali per il videogioco di fantascienza No Man's Sky.
Stålenhag utilizza un tablet e un computer Wacom per illustrare il suo lavoro, progettato per assomigliare alla pittura ad olio. Inizialmente, ha tentato di utilizzare vari supporti fisici per imitare uno stile più tradizionale, incluso il gouache. Anche dopo essere passato ai metodi digitali, ha affermato che "fa un grande sforzo per far sì che i pennelli digitali si comportino in modo naturale e conservino una certa quantità di scrittura a mano nelle pennellate". La maggior parte del suo lavoro si basa su fotografie preesistenti che scatta; queste vengono quindi utilizzate come punto di partenza per una serie di schizzi prima che il lavoro finale sia completato.

## Libri e adattamenti
La maggior parte delle opere d'arte di Stålenhag era inizialmente disponibile online, prima di essere successivamente venduta come stampe. Da allora, è stato trasformato in due libri d'arte narrativa, Tales from the Loop (Swedish Ur Varselklotet ) nel 2014 e (Swedish Flodskörden ) Things from the Flood nel 2016. Entrambi si concentrano sulla costruzione di un supermassiccio acceleratore di particelle chiamato Loop. Più recentemente,  Stålenhag ha esplorato gli Stati Uniti occidentali in un terzo libro d’arte, The Electric State,  Il libro è incentrato su una ragazza adolescente e il suo compagno robotico che attraversano lo stato immaginario di Pacifica nel tentativo di trovare il suo fratellino scomparso. Simon & Schuster ha pubblicato l’edizione nel Regno Unito nel settembre del 2018, mentre Skybound Books ha pubblicato un’edizione nordamericana il mese successivo. The Electric State (l’edizione di Simon & Schuster) è stato uno dei sei finalisti per il premio Arthur C. Clarke nel 2019. Sempre nel 2019, l’edizione di Skybound è stata selezionata per la categoria “Art Book” del Locus Award.
Nel 2016 è stata lanciata una campagna Kickstarter per finanziare un gioco di ruolo da tavolo chiamato Tales from the Loop, basato sull'omonimo libro; più media lo hanno comparato alla serie TV Stranger Things. Ambientato negli anni '80 e negli Stati Uniti o in Svezia, i giocatori giocano il ruolo di un gruppo di adolescenti che si occupano delle conseguenze del Loop. Diverse classi di personaggi equivalgono a ruoli stereotipati dell'infanzia, ad esempio "Jock", "Bookworm" o "Computer Geek".
Una serie televisiva Tales from the Loop, che incorpora opere d'arte del libro e prodotto da Amazon Studios in collaborazione con Fox 21 Television Studios, Indio Studio e 6th & Idaho per Amazon Prime, è stata pubblicata integralmente il 3 aprile 2020 e adatta elementi dei libri di Stålenhag. La stagione iniziale comprende otto episodi di 50-57 minuti ciascuno. Tutte le sceneggiature sono state scritte da Nathaniel Halpern mentre ogni episodio aveva un regista unico di un team diversificato tra cui Mark Romanek, Andrew Stanton e Jodie Foster. I diritti del film per The Electric State sono stati venduti ai fratelli Russo nel 2017, con Andy Muschietti e Barbara Muschietti, rispettivamente regista e produttrice del progetto.

### Edizioni italiane
- Simon Stålenhag, Loop (Ur Varselklotet), a cura di Nils Karlén, traduzione di Luca di Maio, Milano, Mondadori Oscar Ink, 2017  [2014], ISBN 978-88-04-68221-9.
- Simon Stålenhag, Flood, collana Oscar INK, traduzione di Francesco Matteuzzi, Milano, Mondadori, 2021,  p. 133, ISBN 9788804741251.
- Simon Stålenhag, Electric state, collana Oscar INK, Mondadori, 2020,  p. 143, ISBN 9788804714965.
- Simon Stålenhag, The Labirinth (Labyrinten), a cura di Amanda Setterwall Klingert, traduzione di Francesco Matteuzzi, Milano, Mondadori Oscar Ink, 2023  [2020], ISBN 978-88-04-75850-1.

## Premi e riconoscimenti
- Premio Kurd Laßwitz: 2021 vincitore nella categoria "Opera in lingua straniera" con Tales from the Loop[1]